# Franco Brienza
Franco Brienza (Cantù, 19 marzo 1979) è un dirigente sportivo ed ex calciatore italiano, di ruolo centrocampista o attaccante.

## Caratteristiche tecniche
Fantasista brevilineo dal piede mancino, prediligeva il ruolo di trequartista ma poteva giocare anche come interno di centrocampo e esterno di destra con tendenza ad accentrarsi.
Colleghi e personalità legate al mondo del calcio, lo hanno definito un professionista esemplare contraddistinto da grande talento.

## Biografia
Nato a Cantù, è originario e cresciuto ad Ischia.
È sposato con Isabella Forte, che gli ha dato la primogenita Denise e come secondo Daniel, nato il 10 dicembre 2012.
Il 24 marzo 2009 il nome di Franco Brienza è inserito nella lista degli indagati, insieme a quello di Salvatore Aronica e Vincenzo Montalbano, per l'inchiesta su presunte combine di partite del Palermo disposte dalla mafia durante il 2003, quando Brienza vestiva la maglia dell'Ascoli. Nel settembre dello stesso anno la Procura di Palermo ha archiviato l'indagine, che, in ogni caso, avrebbe visto il reato cadere in prescrizione.
In seguito agli ottimi trascorsi in campo e fuori con la maglia del Bari, nel 2018 gli viene simbolicamente intitolata la piazza del quartiere Poggiofranco. 
In occasione di Euro 2024 partecipa a Gli Europlay - L’altra Nazionale, programma condotta da Michela Giraud su RaiPlay.

## Carriera

### Club

#### Inizi
Inizia a giocare a calcio a 6 anni nel Campagnano, scuola calcio ischitana, poi nell'Isolotto, società satellite della Fiorentina, trasferendosi poi all'Imola nel 1995.
Nel 1997 passa al Foggia e, dopo aver disputato due stagioni con la formazione Primavera, esordisce a 18 anni in Serie B.

#### Palermo, Ascoli, Perugia
Nel 2000 passa al Palermo in Serie C1, con cui vince il torneo 2000-2001 ottenendo la promozione in Serie B: gioca 32 partite di campionato (con 2 gol all'attivo) ed una partita nella Coppa Italia di Serie C. L'esordio in maglia rosanero avviene il 10 settembre 2000 in Palermo-Giulianova (2-0), subentrando a Emilio Belmonte al 73'.
Nel 2002 passa in prestito all'Ascoli, sempre in Serie B; realizza 7 reti giocando come seconda punta.
Nel 2003 torna a Palermo e, dopo il girone d'andata e quindi nel mercato invernale, il 30 gennaio 2004 passa al Perugia in Serie A, nell'ambito della trattativa che ha portato Fabio Grosso in rosanero. Esordisce nel massimo campionato italiano l'8 febbraio 2004 in Milan-Perugia (2-1) e realizza 2 reti in 12 partite, spesso subentrando a gare iniziate.
Nella stagione 2004-2005 gioca con il Palermo neopromosso in Serie A e raggiunge la soglia delle 10 reti, segnando peraltro alla Juventus nella vittoria dei rosanero per 1-0. Nella stagione 2005-2006, oltre a un gol segnato in 27 incontri di campionato, colleziona 13 presenze in Coppa UEFA – le prime in ambito internazionale dopo il sesto posto del campionato precedente – realizzando 3 gol.
Nella stagione 2006-2007 colleziona 22 presenze in campionato mentre in Coppa UEFA le presenze sono 5; in questa edizione segna la sua quarta rete in Europa con la maglia del Palermo, che lo rendono il miglior realizzatore con questa maglia in ambito internazionale, venendo poi raggiunto da Abel Hernández nella stagione 2010-2011. Risulta insieme ad Andrea Barzagli e Mattia Cassani il giocatore più presente nelle competizioni internazionali per club con la maglia del Palermo con 15 apparizioni.

#### Reggina, Siena, ritorno al Palermo
Il 16 gennaio 2008 viene acquistato in prestito con diritto di riscatto dalla Reggina. Esordisce in amaranto il 20 gennaio 2008 in Reggina-Cagliari (2-0), segnando il primo gol in maglia amaranto. Segna anche il gol del momentaneo vantaggio nella vittoria contro la Juventus per 2-1 del 23 febbraio 2008. A giugno 2008 viene riscattato dai calabresi per 2,2 milioni di euro.
Il 28 settembre 2008, durante Palermo-Reggina, si rende protagonista di un gesto di fair-play molto apprezzato dal pubblico e dalla stampa sportiva: a inizio ripresa, dopo uno scontro tra le teste di Bernardo Corradi e Federico Balzaretti, giunge da solo in area di rigore, davanti al portiere ma si ferma volontariamente, senza attendere l'arresto del gioco da parte dell'arbitro Stefano Farina, che gradisce il gesto ringraziandolo.
Il 1º maggio 2010, in Reggina-Ascoli (1-2), realizza l'11º gol in stagione, battendo il precedente record personale di 10 reti nel 2004-2005 con il Palermo.
Il 31 agosto, nell'ultimo giorno di calciomercato, si trasferisce a titolo definitivo al Siena, squadra di Serie B. Esordisce in campionato all'ottava giornata, Triestina-Siena (0-0). In Torino-Siena (1-1) valevole per la 18ª giornata segna la sua prima rete in bianconero e nella giornata successiva realizza la prima doppietta con la nuova maglia in Siena-Ascoli (3-0). Chiude la stagione con 29 presenze in campionato (con 7 gol all'attivo) più una partita di Coppa Italia; con la squadra, allenata da Antonio Conte, ottiene il secondo posto in campionato e la promozione in Serie A.
Nella stagione 2011-2012 gioca 36 partite in campionato (con 4 gol) e 2 in Coppa Italia, raggiungendo la salvezza.
Il 12 giugno 2012 ritorna al Palermo a quattro anni e mezzo di distanza, per 1,3 milioni di euro. Il giocatore ritrova come allenatore Giuseppe Sannino, che lo ha decisamente voluto anche al Palermo. Nella partita Bologna-Palermo (3-0) della 13ª giornata è stato capitano della squadra dall'uscita di Massimo Donati (con Fabrizio Miccoli non convocato per infortunio) fino alla propria sostituzione.
Il 24 novembre, nella partita nel derby contro il Catania (vinta per 3-1), ha tagliato il traguardo delle 200 presenze nella massima serie.
Non rientrando nei piani del sopraggiunto tecnico Gian Piero Gasperini, il 31 gennaio 2013, nell'ultimo giorno di calciomercato, passa all'Atalanta a titolo definitivo, dopo 19 presenze tra campionato e Coppa Italia (con un gol e quattro assist a referto). La sua avventura con i rosanero, durata 13 anni intervallati, si conclude con un totale di 219 presenze (che lo rendono il dodicesimo giocatore più presente di sempre in maglia rosanero) condite da 25 marcature.

#### Atalanta, Cesena, Bologna, Bari
Esordisce in maglia nerazzurra nella partita della 24ª giornata disputata il 10 febbraio e pareggiata per 0-0 contro il Catania. Chiude l'annata con altre 5 presenze, l'ultima delle quali nella 32ª giornata contro la Fiorentina (0-2), incontro nel quale si procura un infortunio alla spalla destra che gli fa chiudere anzitempo la stagione. Segna il suo primo gol con la maglia dell'Atalanta l'11 maggio 2014 con una spettacolare conclusione da fuori area al 95' di Atalanta-Milan, rete che risulterà decisiva per la vittoria per 2-1 della squadra bergamasca.
Il 13 agosto 2014 passa a titolo definitivo al Cesena. Totalizza 30 presenze e 8 gol in campionato, non riuscendo tuttavia ad evitare la retrocessione del club romagnolo. Per la stagione successiva viene ingaggiato dal Bologna, con cui raccoglie 31 presenze e 3 gol (tra Serie A e Coppa Italia).
Il 30 agosto 2016 passa al Bari firmando un biennale. Segna il suo primo gol con i biancorossi alla 7ª giornata contro il Brescia. Termina la stagione al 12º posto in classifica. Il secondo anno nel Bari conduce la stagione da protagonista arrivando sino ai play-off, poi persi contro il Cittadella. Dopo essersi svincolato d'ufficio con tutta la squadra a causa della mancata iscrizione in Serie B del Bari, rimane comunque in Puglia nella rifondata società biancorossa militante nel campionato di Serie D siglando un accordo per un anno con opzione per il secondo, con la fascia da capitano al braccio. In Serie D totalizza 21 presenze e 2 gol contribuendo all'immediata promozione in Serie C dei galletti. A fine stagione non rinnova il contratto e si ritira ufficialmente dal calcio giocato.

### Dirigente sportivo
Dopo il ritiro, il 29 agosto 2019 viene annunciata la sua permanenza al Bari come osservatore e brand ambassador. Ricopre il ruolo sino al termine del campionato, non venendo riconfermato per la stagione successiva.

### Ritorno al calcio giocato
L'11 novembre 2022, a tre anni dal ritiro dal calcio giocato, firma un contratto con l'Ischia, squadra militante nel campionato di Eccellenza Campania per aiutare il presidente Giuseppe Taglialatela e l’allenatore Enrico Buonocore, amici di lunga data. Due giorni dopo fa il suo esordio con gli ischitani nella partita persa per 2-1 contro il Montecalcio. Brienza contribuisce alla promozione del club in Serie D.

### Nazionale
Nel 2005, con Marcello Lippi in panchina, ha collezionato due presenze con la Nazionale italiana. Esordì l'8 giugno in un'amichevole pareggiata 1-1 contro la Serbia. Tre giorni dopo, contro l'Ecuador, servì a Toni (allora compagno di squadra, anche ai tempi del Palermo) l'assist per la rete dell'1-1.

## Statistiche

### Presenze e reti nei club
Statistiche aggiornate al 13 novembre 2022.
| Stagione        | Squadra         | Campionato      | Campionato | Campionato | Coppe nazionali | Coppe nazionali | Coppe nazionali | Coppe continentali | Coppe continentali | Coppe continentali | Altre coppe | Altre coppe | Altre coppe | Totale | Totale |
| Stagione        | Squadra         | Comp            | Pres       | Reti       | Comp            | Pres            | Reti            | Comp               | Pres               | Reti               | Comp        | Pres        | Reti        | Pres   | Reti   |
| --------------- | --------------- | --------------- | ---------- | ---------- | --------------- | --------------- | --------------- | ------------------ | ------------------ | ------------------ | ----------- | ----------- | ----------- | ------ | ------ |
| 1994-1995       | Imola           | CND             | 2          | 0          | -               | -               | -               | -                  | -                  | -                  | -           | -           | -           | 2      | 0      |
| 1995-1996       | Imola           | C2              | 0          | 0          | -               | -               | -               | -                  | -                  | -                  | -           | -           | -           | 0      | 0      |
| 1996-1997       | Imola           | C2              | 0          | 0          | -               | -               | -               | -                  | -                  | -                  | -           | -           | -           | 0      | 0      |
| Totale Imolese  | Totale Imolese  | Totale Imolese  | 2          | 0          |                 | -               | -               |                    | -                  | -                  |             | -           | -           | 2      | 0      |
| 1997-1998       | Foggia          | B               | 1          | 0          | -               | -               | -               | -                  | -                  | -                  | -           | -           | -           | 1      | 0      |
| 1998-1999       | Foggia          | C1              | 27         | 2          | CI              | 1               | 0               | -                  | -                  | -                  | -           | -           | -           | 28     | 2      |
| 1999-2000       | Foggia          | C2              | 31         | 6          | -               | -               | -               | -                  | -                  | -                  | -           | -           | -           | 31     | 6      |
| Totale Foggia   | Totale Foggia   | Totale Foggia   | 59         | 8          |                 | 1               | 0               |                    | -                  | -                  |             | -           | -           | 60     | 8      |
| 2000-2001       | Palermo         | C1              | 31         | 2          | CI-C            | 1               | 0               | -                  | -                  | -                  | SL          | 2           | 0           | 34     | 2      |
| 2001-2002       | Palermo         | B               | 29         | 2          | CI              | 0               | 0               | -                  | -                  | -                  | -           | -           | -           | 29     | 2      |
| ago.-set. 2002  | Palermo         | B               | 0          | 0          | CI              | 2               | 0               | -                  | -                  | -                  | -           | -           | -           | 2      | 0      |
| set. 2002-2003  | Ascoli          | B               | 30         | 7          | CI              | 1               | 0               | -                  | -                  | -                  | -           | -           | -           | 31     | 7      |
| 2003-gen. 2004  | Palermo         | B               | 18         | 1          | CI              | 3               | 0               | -                  | -                  | -                  | -           | -           | -           | 21     | 1      |
| gen.-giu. 2004  | Perugia         | A               | 12+2       | 2+0        | CI              | 0               | 0               | -                  | -                  | -                  | -           | -           | -           | 14     | 2      |
| 2004-2005       | Palermo         | A               | 33         | 10         | CI              | 4               | 1               | -                  | -                  | -                  | -           | -           | -           | 37     | 11     |
| 2005-2006       | Palermo         | A               | 27         | 1          | CI              | 3               | 1               | CU                 | 9                  | 3                  | -           | -           | -           | 39     | 5      |
| 2006-2007       | Palermo         | A               | 22         | 0          | CI              | 2               | 1               | CU                 | 5                  | 1                  |             | -           | -           | 29     | 2      |
| 2007-gen. 2008  | Palermo         | A               | 8          | 1          | CI              | 0               | 0               | CU                 | 1                  | 0                  | -           | -           | -           | 9      | 1      |
| gen.-giu. 2008  | Reggina         | A               | 20         | 7          | CI              | 0               | 0               | -                  | -                  | -                  | -           | -           | -           | 20     | 7      |
| 2008-2009       | Reggina         | A               | 32         | 5          | CI              | 1               | 2               | -                  | -                  | -                  | -           | -           | -           | 33     | 7      |
| 2009-2010       | Reggina         | B               | 29         | 11         | CI              | 2               | 2               | -                  | -                  | -                  | -           | -           | -           | 31     | 13     |
| Totale Reggina  | Totale Reggina  | Totale Reggina  | 81         | 23         |                 | 3               | 4               |                    | -                  | -                  |             | -           | -           | 84     | 27     |
| 2010-2011       | Siena           | B               | 29         | 7          | CI              | 1               | 0               | -                  | -                  | -                  | -           | -           | -           | 30     | 7      |
| 2011-2012       | Siena           | A               | 36         | 4          | CI              | 3               | 0               | -                  | -                  | -                  | -           | -           | -           | 39     | 4      |
| Totale Siena    | Totale Siena    | Totale Siena    | 65         | 11         |                 | 4               | 0               |                    | -                  | -                  |             | -           | -           | 69     | 11     |
| 2012-gen. 2013  | Palermo         | A               | 17         | 1          | CI              | 2               | 0               | -                  | -                  | -                  | -           | -           | -           | 19     | 1      |
| Totale Palermo  | Totale Palermo  | Totale Palermo  | 185        | 18         |                 | 17              | 3               |                    | 15                 | 4                  |             | 2           | 0           | 219    | 25     |
| gen.-giu. 2013  | Atalanta        | A               | 6          | 0          | CI              | 0               | 0               | -                  | -                  | -                  | -           | -           | -           | 6      | 0      |
| 2013-2014       | Atalanta        | A               | 18         | 1          | CI              | 0               | 0               | -                  | -                  | -                  | -           | -           | -           | 18     | 1      |
| Totale Atalanta | Totale Atalanta | Totale Atalanta | 24         | 1          |                 | 0               | 0               |                    | -                  | -                  |             | -           | -           | 24     | 1      |
| 2014-2015       | Cesena          | A               | 30         | 8          | CI              | 1               | 0               | -                  | -                  | -                  | -           | -           | -           | 31     | 8      |
| 2015-2016       | Bologna         | A               | 29         | 3          | CI              | 1               | 0               | -                  | -                  | -                  | -           | -           | -           | 30     | 3      |
| ago. 2016       | Bologna         | A               | 0          | 0          | CI              | 1               | 0               | -                  | -                  | -                  | -           | -           | -           | 1      | 0      |
| Totale Bologna  | Totale Bologna  | Totale Bologna  | 29         | 3          |                 | 2               | 0               |                    | -                  | -                  |             | -           | -           | 31     | 3      |
| ago. 2016-2017  | Bari            | B               | 27         | 5          | CI              | 0               | 0               | -                  | -                  | -                  | -           | -           | -           | 27     | 5      |
| 2017-2018       | Bari            | B               | 29+2       | 4          | CI              | 3               | 0               | -                  | -                  | -                  | -           | -           | -           | 34     | 4      |
| 2018-2019       | Bari            | D               | 21+2       | 2          | CI-D            | 1               | 0               | -                  | -                  | -                  | -           | -           | -           | 24     | 2      |
| Totale Bari     | Totale Bari     | Totale Bari     | 81         | 11         |                 | 4               | 0               |                    | -                  | -                  |             | -           | -           | 85     | 11     |
| nov. 2022-2023  | Ischia          | Ecc.            | 4          | 0          | -               | -               | -               | -                  | -                  | -                  | -           | -           | -           | 4      | 0      |
| Totale carriera | Totale carriera | Totale carriera | 601        | 92         |                 | 33              | 7               |                    | 15                 | 4                  |             | 2           | 0           | 651    | 103    |

### Cronologia presenze e reti in nazionale
| Cronologia completa delle presenze e delle reti in nazionale ― Italia | Cronologia completa delle presenze e delle reti in nazionale ― Italia | Cronologia completa delle presenze e delle reti in nazionale ― Italia | Cronologia completa delle presenze e delle reti in nazionale ― Italia | Cronologia completa delle presenze e delle reti in nazionale ― Italia | Cronologia completa delle presenze e delle reti in nazionale ― Italia | Cronologia completa delle presenze e delle reti in nazionale ― Italia | Cronologia completa delle presenze e delle reti in nazionale ― Italia |
| Data                                                                  | Città                                                                 | In casa                                                               | Risultato                                                             | Ospiti                                                                | Competizione                                                          | Reti                                                                  | Note                                                                  |
| --------------------------------------------------------------------- | --------------------------------------------------------------------- | --------------------------------------------------------------------- | --------------------------------------------------------------------- | --------------------------------------------------------------------- | --------------------------------------------------------------------- | --------------------------------------------------------------------- | --------------------------------------------------------------------- |
| 8-6-2005                                                              | Toronto                                                               | Italia                                                                | 1 – 1                                                                 | Serbia e Montenegro                                                   | Amichevole                                                            | -                                                                     | 65’                                                                   |
| 11-6-2005                                                             | New York                                                              | Italia                                                                | 1 – 1                                                                 | Ecuador                                                               | Amichevole                                                            | -                                                                     | 46’                                                                   |
| Totale                                                                |                                                                       | Presenze                                                              | 2                                                                     |                                                                       | Reti                                                                  | 0                                                                     |                                                                       |

## Palmarès

### Club

#### Competizioni nazionali
- Serie C1: 1

Palermo: 2000-2001 (girone B)
- Serie D: 1

Bari: 2018-2019 (girone I)

#### Competizioni regionali
- Eccellenza: 1

Ischia: 2022-2023 (girone A)